# Нортлејк (Илиноис)
Нортлејк (енгл. Northlake) град је у америчкој савезној држави Илиноис. По попису становништва из 2010. у њему је живело 12.323 становника.

## Демографија
Према попису становништва из 2010. у граду је живело 12.323 становника, што је 445 (3,7%) становника више него 2000. године.
| Група             | 2000.         | 2010.         |
| Белци             | 6.913 (58,2%) | 5.008 (40,6%) |
| Афроамериканци    | 285 (2,4%)    | 397 (3,2%)    |
| Азијати           | 436 (3,7%)    | 344 (2,8%)    |
| Хиспаноамериканци | 4.133 (34,8%) | 6.520 (52,9%) |
| Укупно            | 11.878        | 12.323        |